# تاريه هاوغه

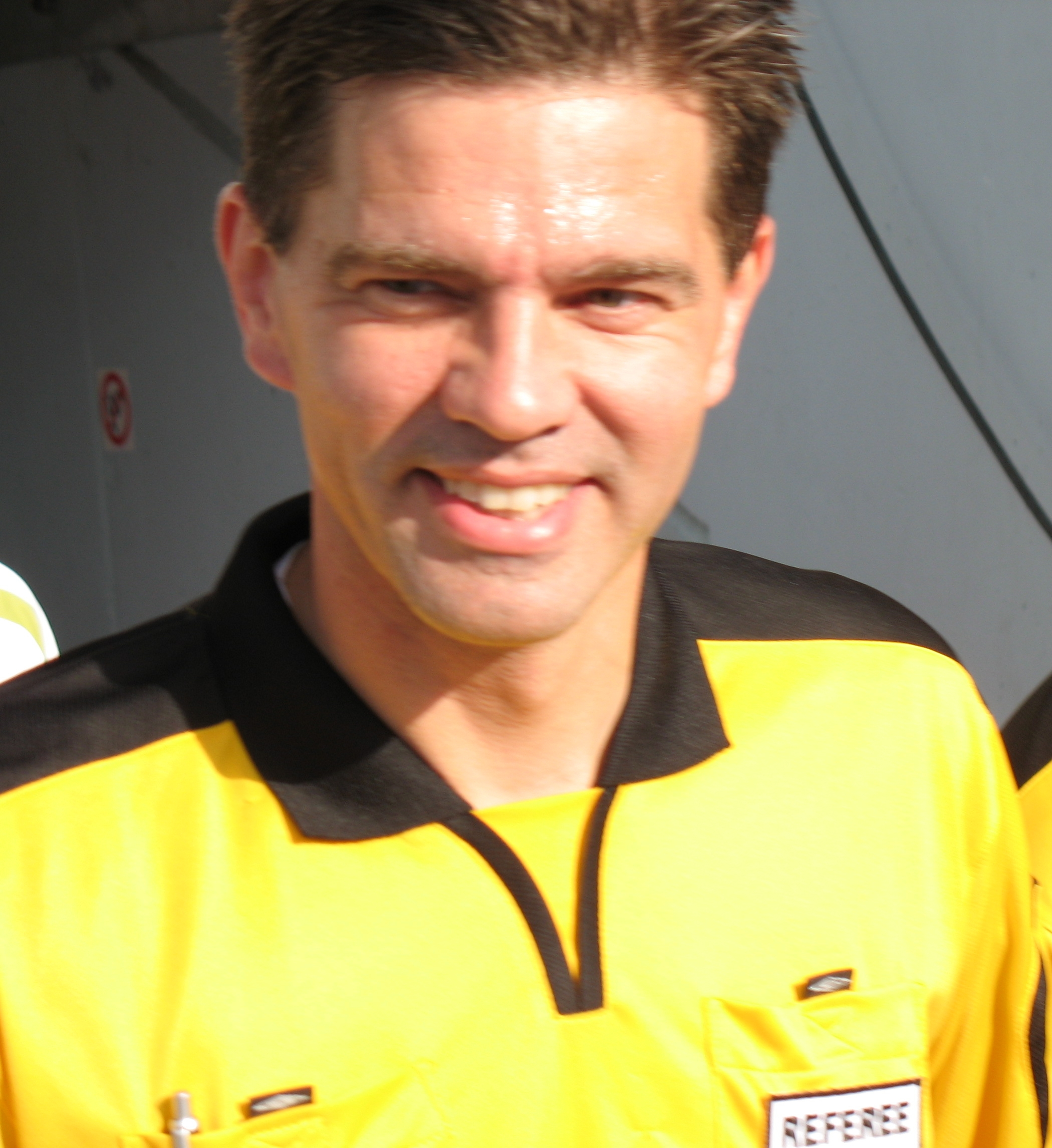
تيرجي هوغ

تاريه هاوغه (بالنرويجية البوكمول: Terje Hauge)‏، من مواليد 5 أكتوبر 1965 في برغن في النرويج، حكم كرة قدم نرويجي دولي.
وقد حكم في بطولة أمم أوروبا لكرة القدم 2004، وقبلها حكم في كأس العالم لكرة القدم 2002، وقد حكم في نهائي دوري أبطال أوروبا في عام 2006 بين نادي برشلونة الإسباني ونادي آرسنال الإنجليزي.

## روابط خارجية
- تاريه هاوغه على موقع IMDb (الإنجليزية)
- تاريه هاوغه على موقع Soccerway.com (الإنجليزية)